# Laura Harrier
Laura Ruth Harrier (sinh ngày 28/3/1990) là nữ diễn viên, người mẫu Mỹ. Harrier được khán giả biết tới lần đầu qua vai Destiny Evans trong tác phẩm làm lại của phim truyền hình One Life to Live năm 2013. Năm 2017, cô vào vai Liz Toomes trong Spider-Man: Homecoming.

## Thời thơ ấu
Laura Harrier sinh ngày 28 tháng 3 năm 1990 tại Chicago, Illinois, và lớn lên ở Evanston, Illinois. Cô xuất thân hai chủng tộc. Cô đã theo học trường trung học Evanston Township từ năm 2004-2008. Cha cô làm việc trong bảo hiểm và mẹ cô là một nhà nghiên cứu bệnh học. Cô có một người em trai.

## Danh sách phim

### Điện ảnh
| Năm  | Phim                   | Vai diễn | Ghi chú |
| ---- | ---------------------- | -------- | ------- |
| 2017 | Spider-Man: Homecoming | Liz      |         |